# بیورن لیندمان
بیورن لیندمان (انگلیسی: Björn Lindemann؛ زادهٔ ۲۳ ژانویهٔ ۱۹۸۴) بازیکن فوتبال اهل آلمان است.
از باشگاه‌هایی که در آن بازی کرده‌است می‌توان به باشگاه فوتبال پادربورن، باشگاه فوتبال هولشتاین کیل، باشگاه فوتبال ماگدبورگ ۱، باشگاه فوتبال هانوفر ۹۶، باشگاه فوتبال کارل زایس ینا، و باشگاه فوتبال اسنابروک اشاره کرد.